# Aeroporto Internacional de Damasco
O Aeroporto Internacional de Damasco (em árabe, مطار دمشق الدولي) (IATA: DAM, ICAO: OSDI) é o aeroporto internacional que serve a cidade de Damasco, capital da Síria, sendo atualmente o mais movimentado do país.
O aeroporto foi inaugurado na década de 1970, em 2010 atingiu a marca de 5,5 milhões de passageiros, desde o início da Guerra Civil na Síria, várias companhias aéreas internacionais deixaram de operar no aeroporto como Emirates, Egypt Air e a Royal Jordanian, no final de 2012 ataques fizeram o aeroporto ficar fechado por dois dias.